# Bernard Rahis
Bernard Rahis (* 12. Februar 1933 in Blida; † 16. März 2008 auf Korsika) war ein französischer Fußballspieler.

## Vereinskarriere
Der im damals noch französischen Algerien geborene Linksaußen gehörte ab 1954 zum Aufgebot des Erstligisten Olympique Nîmes und entwickelte sich bereits in seiner ersten Saison zum Stammspieler; ein Jahr später tauchte er auch erstmals in der Liste der erfolgreichsten Torschützen der Division1 auf (elfter Platz mit 15 Treffern). Zur Saison übernahm Kader Firoud, der selbst sechs Jahre lang das Trikot der „Krokodile“ – dieser Spitzname für den Verein wurde später sogar dessen Wappentier – getragen hatte, die Trainingsleitung und baute um Spieler wie Maurice Lafont, Ginès Liron, den wie Rahis gleichfalls aus Blida stammenden Abdelkader Mazzouz und Hassan Akesbi sukzessive eine Mannschaft auf, die nicht mehr nur im Tabellenmittelfeld abschließen konnte. Nachdem zu Saisonbeginn 1957/58 mit Henri Skiba und Salah Djebaïli zwei weitere offensivstarke Kräfte verpflichtet werden konnten, ging dieses Konzept auf: Olympique wurde hinter Stade Reims Vizemeister, und Bernard Rahis trug als zwölftbester Ligatorschütze mit 14 Treffern auch selbst maßgeblich zu diesem Erfolg bei. In derselben Spielzeit stand Nîmes zudem im Pokalfinale, musste darin aber – 75 Minuten zu zehnt spielend – ebenfalls Reims den Vortritt lassen (Endstand 1:3). 1958/59 schloss Nîmes die Saison erneut auf dem zweiten Platz ab, diesmal hinter OGC Nizza. Ein weiteres Jahr später war es wieder Reims, das die Hoffnungen der Crocodiles auf einen Meistertitel zerstörte; dabei hatte die Mannschaft die Tabelle lange und mit deutlichem Vorsprung angeführt. Bernard Rahis, inzwischen auch zum Nationalspieler geworden, gelang mit 20 Toren (viertbester Schütze der Liga) sogar seine höchste Trefferzahl während einer einzelnen Spielzeit.
Olympique Nîmes war während Rahis' dortiger Zeit noch zwei weitere Male sehr nahe an einem ganz großen Erfolg. 1961 erreichte die Mannschaft erneut das Pokalendspiel, aber wie drei Jahre zuvor unterlag sie darin, diesmal gegen UA Sedan-Torcy, mit 1:3. Und in der Division 1 führte sie 1962 vor dem letzten Spieltag noch die Tabelle an, verlor dann ihr entscheidendes Spiel – ausgerechnet durch einen Treffer ihres ehemaligen Mitspielers Skiba – und musste in der Endabrechnung Reims und Racing Paris noch vorbeiziehen lassen. Zwei Jahre nach dieser letzten Enttäuschung verließ Bernard Rahis den „tragischen ewigen Zweiten“, für den er in 241 Erstligapunktspielen 104 Treffer geschossen hatte. In der Saison 1963/64 spielte er für den Schweizer A-Nationalligisten Servette Genf, mit dem er einen vierten Rang erreichte, und kehrte anschließend in den französischen Profispielbetrieb zurück. Doch sein Engagement beim Zweitdivisionär OSC Lille war nur von kurzer Dauer; nach sieben Einsätzen, in denen ihm noch vier Treffer gelungen waren, wechselte er zum Amateurligisten FC Annecy und beendete dort 1966 seine aktive Laufbahn.
Anschließend leitete er einen Parkettherstellerbetrieb. Nach einer komplizierten Herzoperation (1982) musste er sich aus dem Arbeitsleben zurückziehen.

### Stationen
- 1954–1963: Olympique Nîmes
- 1963/64: Servette Genf
- 1964/65: OSC Lille (in D2)
- Anfang 1965–1966: FC Annecy (im Amateurbereich)

## In der Nationalmannschaft
Der „durchsetzungsfähige und schnelle Flügelstürmer“ Rahis bestritt im Dezember 1959 bei einem Freundschaftsspiel gegen Spanien das erste seiner drei A-Länderspiele für Frankreich, als er kurz nach der Halbzeitpause für den verletzten Yvon Douis eingewechselt wurde. Im März 1960 stand er dann in der Anfangsformation und erzielte beim 4:2-Sieg über Österreich im Praterstadion – das Spiel sicherte den Franzosen den Einzug unter die letzten vier Mannschaften der ersten Europameisterschaft im eigenen Land – den Treffer zum 2:1. Doch seine Hoffnung, dort dann auch zum französischen Aufgebot zu gehören, zerschlug sich. Er kam lediglich im April 1961, wiederum gegen Spanien, noch einmal zu einem Einsatz.

## Palmarès
- Französischer Vizemeister 1958, 1959, 1960
- Französischer Pokalfinalist 1958, 1961